# James Knox Taylor
James Knox Taylor (Knoxville, 11 de octubre de 1857 - Tampa, 27 de agosto de 1929) fue un arquitecto estadounidense que se desempeñó como arquitecto supervisor del Departamento del Tesoro de los Estados Unidos de 1897 a 1912. Su nombre figura de ex officio como arquitecto supervisor de cientos de edificios federales construidos en los Estados Unidos durante el período.

## Biografía

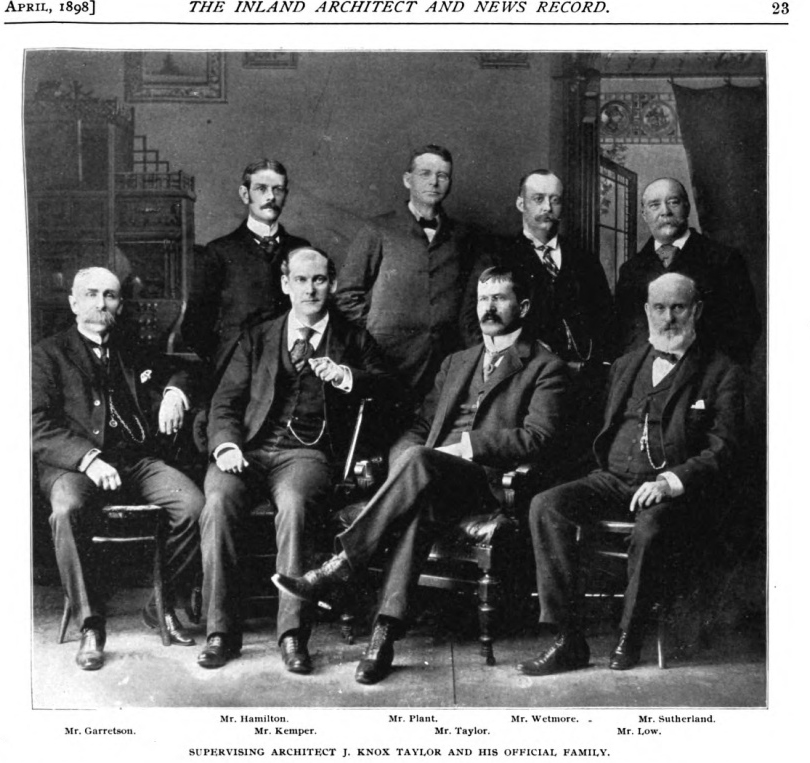
James Knox Taylor junto a su equipo de trabajo.

Hijo de H. Knox y Mary (Young) Taylor, nació en Knoxville, Illinois, y recibió su educación básica y media en Minnesota. Posteriormente asistió al Instituto Tecnológico de Massachusetts donde fue compañero de clase de William Martin Aiken, quien lo precedería en el puesto de Arquitecto Supervisor, y de Cass Gilbert. Después de graduarse, trabajó en la oficina de Charles C. Haight en Nueva York y más tarde con Bruce Price.
En 1882 se mudó a Saint Paul, Minnesota donde formó con Gilbert una sociedad conocida como Gilbert & Taylor. Construyeron muchas casas e iglesias. Posteriormente, diseñaron los edificios Pioneer y Endicott. En 1893 se mudó a Filadelfia y formó una sociedad con Amos J. Boyden. En 1895 consiguió un trabajo con Aiken, el arquitecto supervisor, como dibujante temporal. En 1897, tras un examen de la Comisión de Servicio Civil, se convirtió en Arquitecto Supervisor, el primer arquitecto promovido desde adentro.
En 1912, Taylor regresó al MIT durante dos años como director del departamento de arquitectura, luego se mudó a Yonkers, donde continuó ejerciendo durante varios años. En 1928 se retiró a Tampa, Florida donde falleció al año siguiente.

## Ley Tarsney
En 1893, el congresista de Misuri, John Charles Tarsney, presentó un proyecto de ley que permitía al arquitecto supervisor realizar concursos entre arquitectos privados para estructuras importantes. Las competencias bajo la supervisión de Taylor incluyeron la Alexander Hamilton U.S. Custom House, la Oficina Postal James Farley, el Cleveland Federal Building, la US Post Office and Courthouse de Baltimore y la Aduana de los Estados Unidos en San Francisco (que ahora están todos en el Registro Nacional de Lugares Históricos), entre otros. Los concursos fueron recibidos con entusiasmo por la comunidad, pero también se vieron empañados por el escándalo, como cuando Taylor eligió a su expareja, Cass Gilbert para la comisión de la Aduana de Nueva York. En 1913 la ley fue derogada.

## Trabajos seleccionados
Desde 1897 hasta 1912, a Taylor se le acredita como "arquitecto supervisor" de los edificios federales construidos durante su mandato, una lista que incluye docenas de oficinas de correos, juzgados y otras estructuras. Los arquitectos locales a menudo también son acreditados. Como jefe de una importante oficina gubernamental, la participación directa de Taylor en cualquiera de estos proyectos es cuestionable.
Una lista parcial de estos trabajos incluye:
- Hospital de inmigrantes de la isla Ellis, 1908.
- Edificios Pioneer y Endicott, Saint Paul, 1890 (junto a  Cass Gilbert).
- Casa de Moneda de Denver, Denver, 1897.
- Oficina Postal de Estados Unidos, Creston, 1901.
- Casa de Moneda de Filadelfia (tercer edificio), Filadelfia, 1901.
- Old Post Office, Búfalo, 1901.
- Oficina Postal de Estados Unidos, Corning, 1908.
- Gatke Hall, ahora parte de la Universidad de Willamette, Salem, 1901.
- Edificio del palacio de justicia de los Estados Unidos y estación postal del centro, Tampa, 1902–1905.
- Edificio de seguridad pública, Cumberland, 1904.
- Oficina Postal y Palacio de Justicia de Estados Unidos, Fergus Falls, 1904.
- Oficina Postal de Estados Unidos, Niagara Falls, 1904.
- Oficina Postal y Palacio de Justicia de Estados Unidos, San Francisco, ahora Tribunal de Apelaciones del Noveno Circuito de Estados Unidos, 1905.
- Oficina Postal de Estados Unidos, Oil City, 1906.
- Aduana de Estados Unidos, Houston, 1907–1911.
- Antigua Oficina Postal, Albuquerque, 1908
- Antigua Oficina Postal/Museo de Cerámica, East Liverpool, 1908.
- Oficina Postal, Gainesville, 1909.
- Oficina Postal, Webster City, 1909.
- Oficina Postal de Estados Unidos, Beverly, 1910.
- Oficina Postal, Greenville, 1910.
- Oficina Postal y Palacio de Justicia de Estados Unidos, Albany, 1910–12.
- Oficina Postal de Estados Unidos, Belvidere, 1911.
- Oficina Postal de Estados Unidos, Des Moines, 1910.
- Oficina Postal de Estados Unidos, Waterville, 1911.
- Oficina Postal de Estados Unidos, Connellsville, 1911–1913.
- Oficina Postal de Estados Unidos, Mineral Wells, 1911–1913.
- Mansión del gobernador de Alaska, Juneau, 1912.
- Oficina Postal de Estados Unidos, Schenectady, 1912.
- Oficina Postal de Estados Unidos, Johnstown, 1912–1913.
- Oficina Postal de Estados Unidos, Punxsutawney, 1912–1914.
- Oficina Postal de Estados Unidos, Penn Yan, 1922.

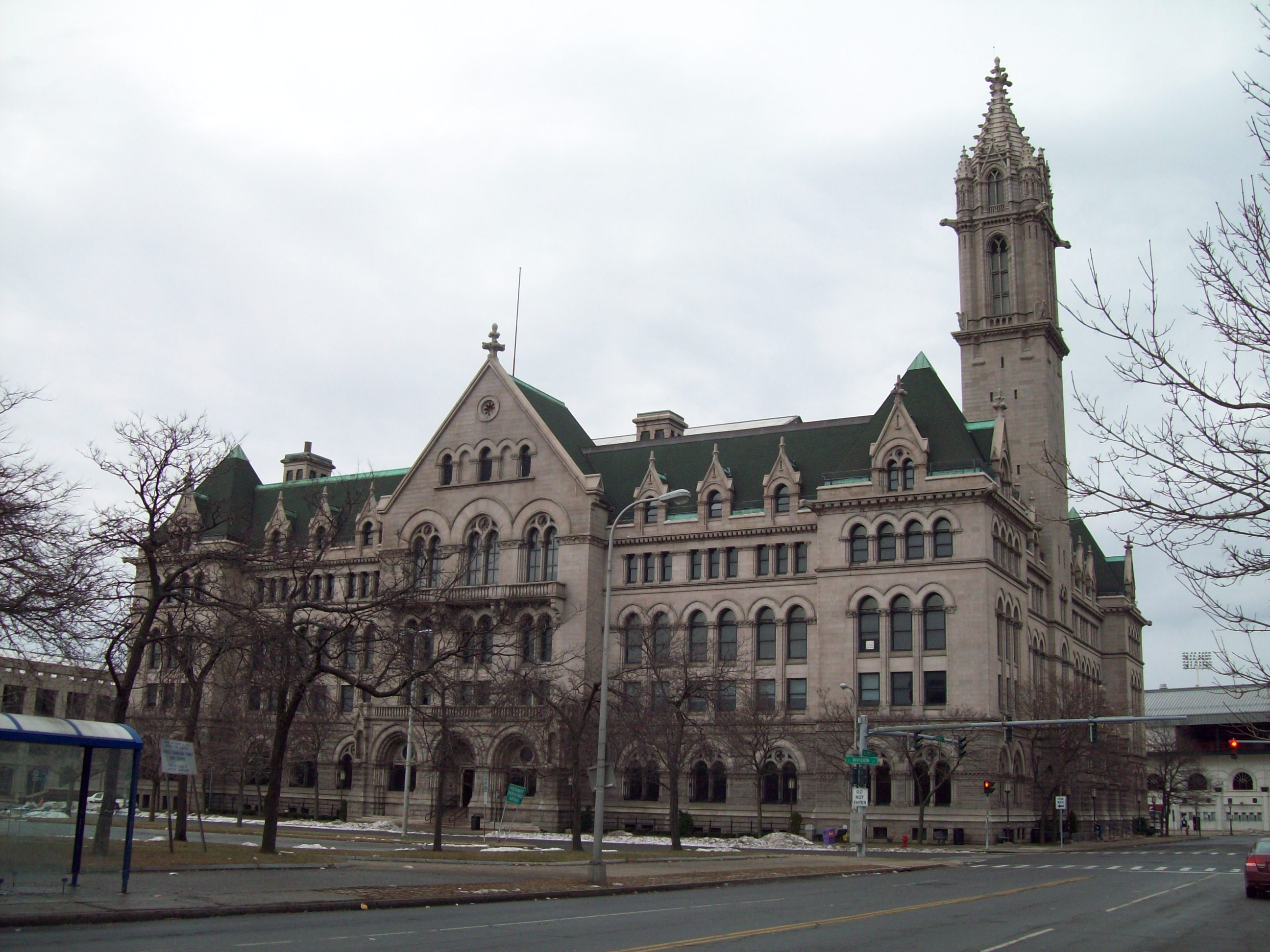
La Old Post Office en Búfalo, Nueva York, 1901.
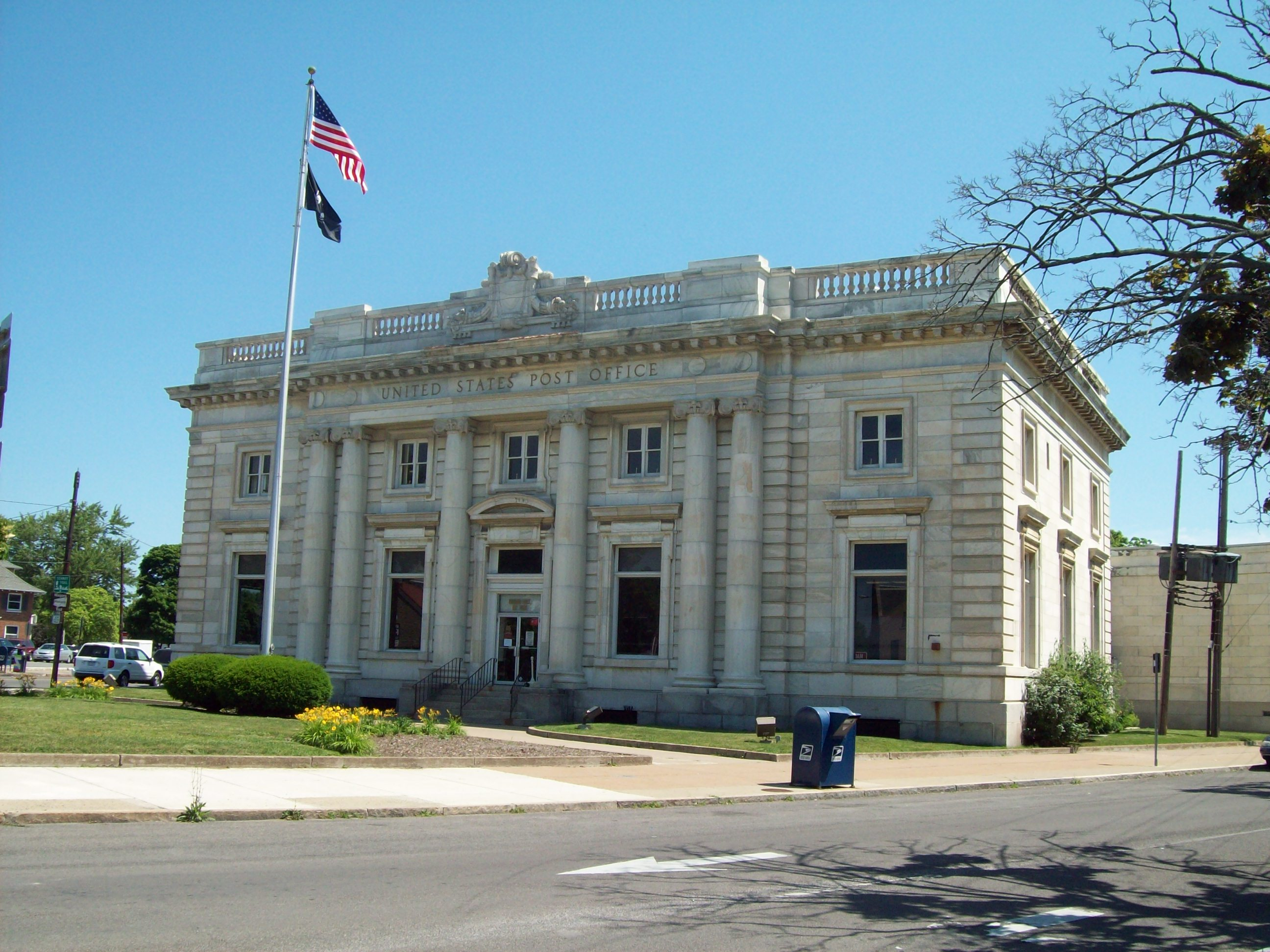
Oficina Postal de Estados Unidos en Niagara Falls, Nueva York, 1904.
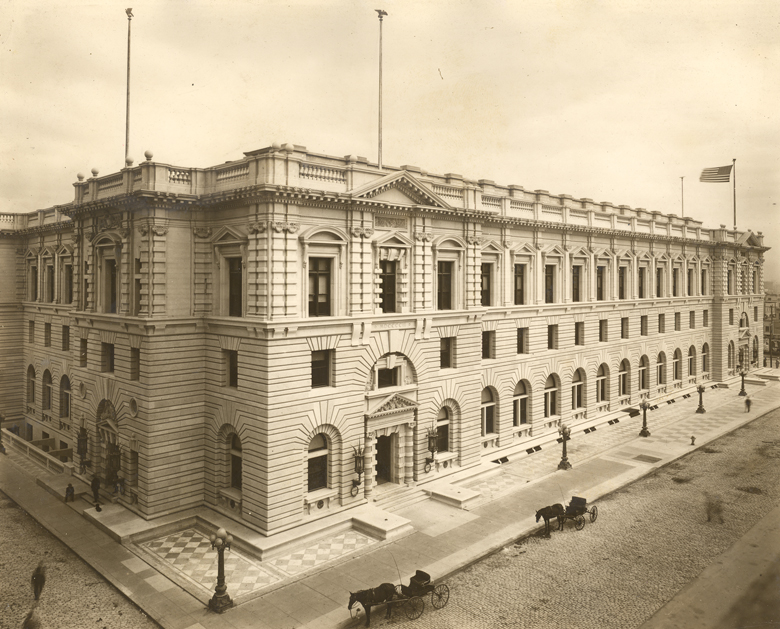
Oficina Postal y Palacio de Justicia de Estados Unidos, San Francisco, California, ahora Tribunal de Apelaciones del Noveno Circuito de Estados Unidos, 1905.
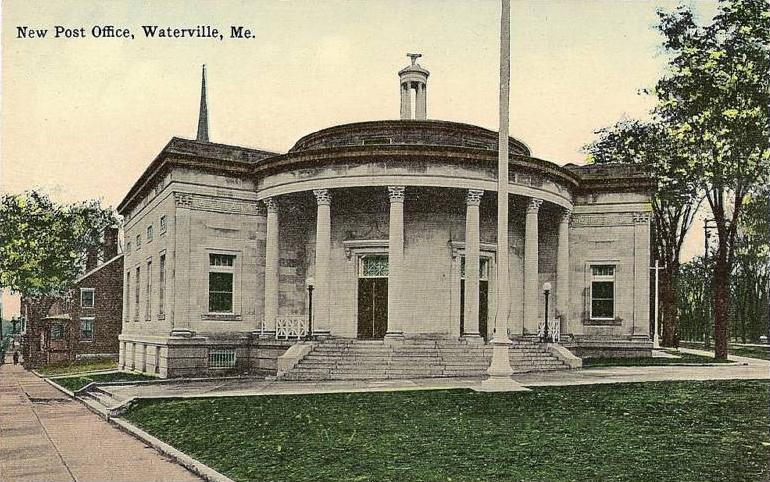
Oficina Postal de Estados Unidos, Waterville, Maine, 1911.
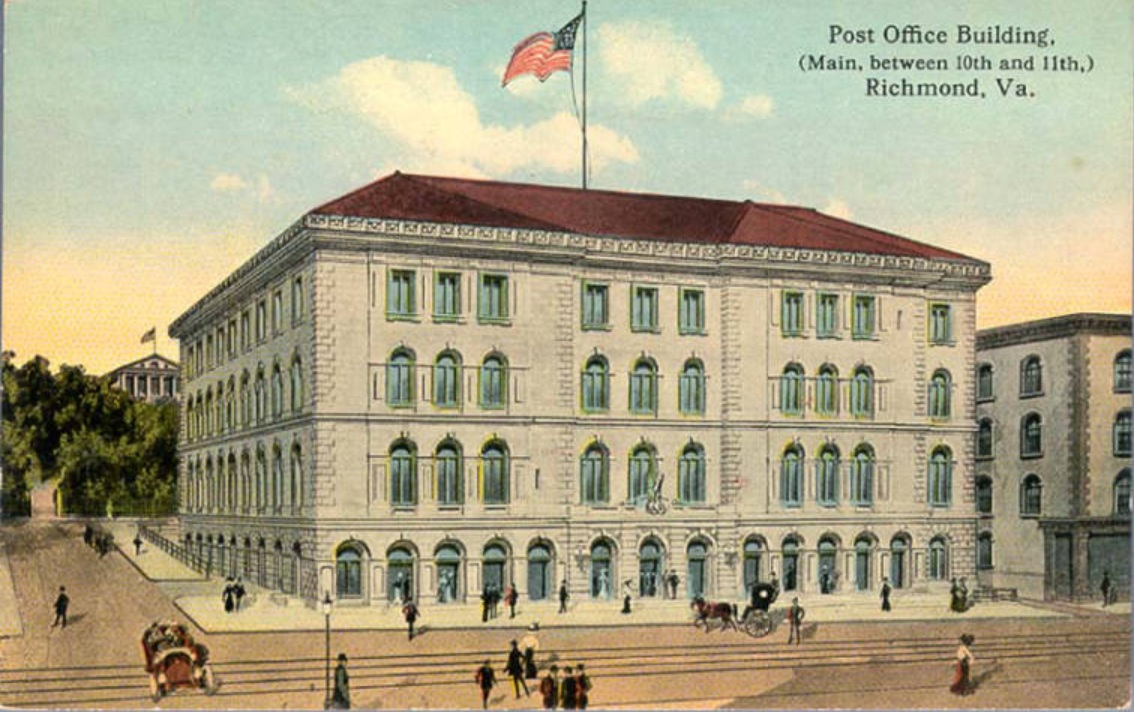
Aduana y Oficina Postal de Estados Unidos en Richmond, Virginia, 1910–12.
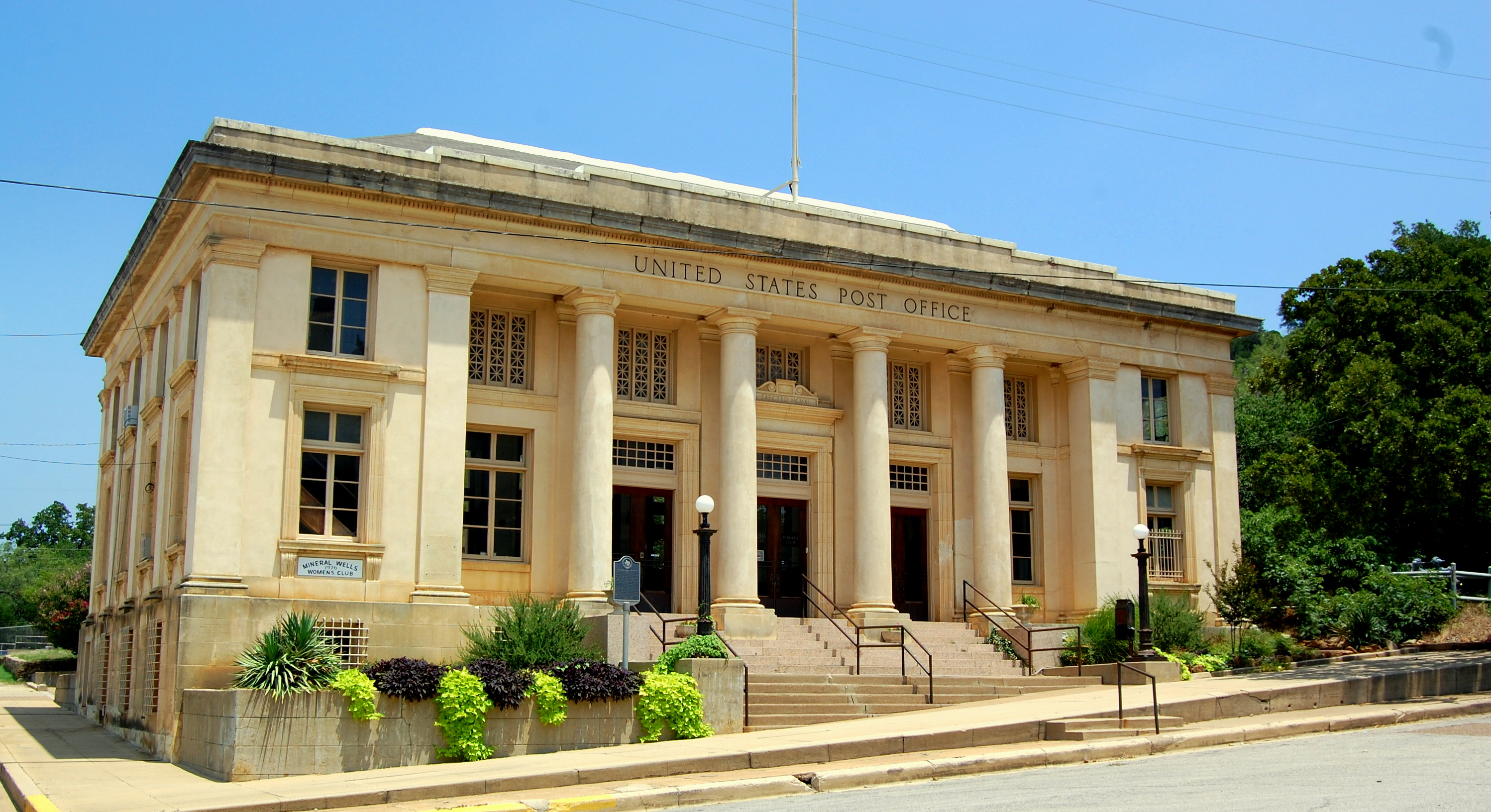
Oficina Postal de Estados Unidos en Mineral Wells, Texas, 1911–1913.
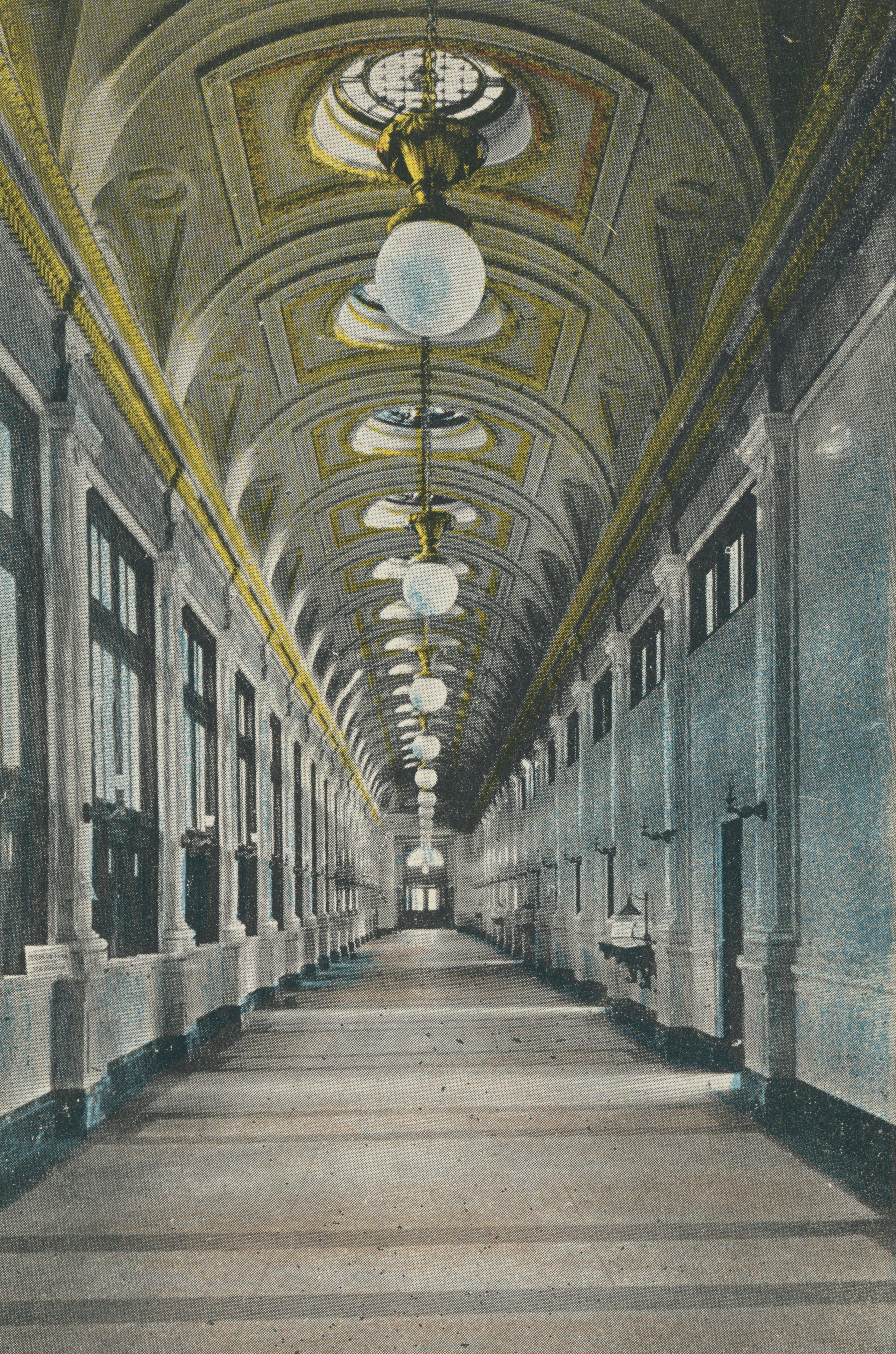
Interior de la Oficina Postal de Estados Unidos en Toledo, Ohio.